# Anzia americana
Anzia americana är en lavart som beskrevs av Yoshim. & Sharp. Anzia americana ingår i släktet Anzia och familjen Parmeliaceae.   Inga underarter finns listade i Catalogue of Life.